# Love & Letter
Love & Letter, também conhecido como First Love & Letter, é o primeiro álbum de estúdio do grupo sul-coreano Seventeen, lançado em 29 de Abril de 2016. O álbum é um seguimento de dois extended plays, 17 Carat e Boys Be (2015).

## Antecedentes e lançamento
O álbum inclui 10 faixas e centra-se em temas como a experiência de um primeiro amor. "Pretty U" foi escolhida para ser a faixa-título do álbum e foi performada em vários shows de música pelo grupo durante os dois meses e meio seguintes. Durante este período de tempo, o grupo ganhou seus primeiros dois Win consecutivos no Show Champion. Sua primeira vitória foi em 4 de maio de 2016, seguido por uma segunda vitória em 11 de maio de 2016. Algumas faixas do álbum são versões especiais de músicas lançadas anteriormente pelo grupo, mas cantadas pelas três equipes que compõem o grupo, respectivamente.
Os membros do grupo participaram em grande parte do álbum, escrevendo ou co-escrevendo cada faixa, e compondo ou co-compondo quase todas as faixas. O álbum traçou o número três na lista de álbuns mundiais da Billboard, e no número cinco na lista Top Heatseekers. O single promocional do álbum "Pretty U" foi classificado como o número três no ranking do World Digital Songs da Billboard, que marcou sua classificação mais alta no gráfico até agora.
Em 24 de junho de 2016, eles se apresentaram na KCON em Nova York e o escritor Monique Menendez, da "Billboard K-Town", disse: "Seventeen trouxe o açúcar com seu último single Pretty U, uma canção de amor brilhante com coreografia que lembra de West Side Story".

## Álbum relançado
Em 4 de julho de 2016, uma edição relançada do álbum foi lançado com cinco novas faixas, incluindo a faixa-título "Very Nice". O vídeo musical que acompanha a música foi lançado no Naver V app no mesmo dia e recebeu mais de um milhão de "corações".

## Lista de faixas
※ Faixas em negrito identificam os singles do álbum.
| Versão original |                                                             |                                              |                                        |         |  |
| N.º             | Título                                                      | Letras                                       | Música                                 | Duração |  |
| 1.              | "Chuck" (엄지척; eomjicheok)                                | Woozi S.Coups Vernon Wonwoo Mingyu Dino      | Woozi Won Youngheon Dong Nehyung       | 2:58    |  |
| 2.              | "Pretty U" (예쁘다; yeppeuda)                               | Bumzu Woozi S.Coups Vernon Seungkwan         | Bumzu Woozi Won Youngheon Dong Nehyung | 3:27    |  |
| 3.              | "Still Lonely" (이놈의 인기; inomui ingi)                   | Woozi Vernon Wonwoo Seungkwan Hoshi          | Woozi Lee Hyundo Kim Jinhwan           | 3:26    |  |
| 4.              | "Hit Song" (유행가; yuhaengga)                              | Bumzu S.Coups Vernon Mingyu Dino             | Bumzu                                  | 3:43    |  |
| 5.              | "Say Yes"                                                   | Kiggen Woozi Seungkwan Dokyeom               | Kiggen                                 | 3:50    |  |
| 6.              | "Drift Away" (떠내려가; tteonaeryeoga)                      | Woozi S.Coups Seungkwan Mingyu Hoshi         | Woozi                                  | 3:09    |  |
| 7.              | "Adore U" (Vocal Team Version) (아낀다; akkinda)            | Bumzu Woozi S.Coups Vernon Seungkwan Dokyeom | Bumzu Woozi Yeom Donggun               | 3:44    |  |
| 8.              | "Monday To Saturday" (Hip-hop Team Version) (만.세; man.se) | Bumzu Woozi S.Coups Vernon Wonwoo Mingyu     | Bumzu Woozi S.Coups Vernon             | 3:23    |  |
| 9.              | "Shining Diamond" (Performance Team Version)                | Woozi S.Coups Vernon Kim Minjung             | Woozi Master Key Lissie                | 2:30    |  |
| 10.             | "Love Letter" (사랑쪽지; sarangjjokji)                      | Woozi S.Coups Vernon Wonwoo Mingyu           | Woozi Won Youngheon Dong Nehyung       | 2:58    |  |
| Duração total:  | Duração total:                                              | Duração total:                               | Duração total:                         | 33:08   |  |

| Versão repaginada |                                                             |                                                  |                                           |         |  |
| N.º               | Título                                                      | Letras                                           | Música                                    | Duração |  |
| 1.                | "No F.U.N"                                                  | Woozi S.Coups Vernon Wonwoo Seungkwan Hoshi Dino | Woozi EarAttack                           | 3:01    |  |
| 2.                | "Very Nice" (아주 Nice; aju nice)                           | Bumzu Woozi S.Coups Vernon                       | Bumzu Woozi                               | 3:12    |  |
| 3.                | "Healing" (힐링; hilling)                                   | Woozi S.Coups Vernon Mingyu Dino                 | Woozi Won Youngheon Dong Nehyung          | 3:23    |  |
| 4.                | "Simple" (Woozi Solo)                                       | Woozi                                            | Woozi Won Youngheon Dong Nehyung Min Siki | 3:40    |  |
| 5.                | "Space" (끝이 안보여; kkeuti anboyeo)                       | S.Coups Vernon Wonwoo Mingyu                     | Bumzu                                     | 3:09    |  |
| 6.                | "Chuck" (엄지척; eomjicheok)                                | Woozi S.Coups Vernon Wonwoo Mingyu Dino          | Woozi Won Youngheon Dong Nehyung          | 2:58    |  |
| 7.                | "Pretty U" (예쁘다; yeppeuda)                               | Bumzu Woozi S.Coups Vernon Seungkwan             | Bumzu Woozi Won Youngheon Dong Nehyung    | 3:27    |  |
| 8.                | "Still Lonely" (이놈의 인기; inomui ingi)                   | Woozi Vernon Wonwoo Seungkwan Hoshi              | Woozi Lee Hyundo Kim Jinhwan              | 3:26    |  |
| 9.                | "Hit Song" (유행가; yuhaengga)                              | Bumzu S.Coups Vernon Mingyu Dino                 | Bumzu                                     | 3:43    |  |
| 10.               | "Say Yes"                                                   | Kiggen Woozi Seungkwan Dokyeom                   | Kiggen                                    | 3:50    |  |
| 11.               | "Drift Away" (떠내려가; tteonaeryeoga)                      | Woozi S.Coups Seungkwan Mingyu Hoshi             | Woozi                                     | 3:09    |  |
| 12.               | "Adore U" (Vocal Team Version) (아낀다; akkinda)            | Bumzu Woozi S.Coups Vernon Seungkwan Dokyeom     | Bumzu Woozi Yeom Donggun                  | 3:44    |  |
| 13.               | "Monday To Saturday" (Hip-hop Team Version) (만.세; man.se) | Bumzu Woozi S.Coups Vernon Wonwoo Mingyu         | Bumzu Woozi S.Coups Vernon                | 3:23    |  |
| 14.               | "Shining Diamond" (Performance Team Version)                | Woozi S.Coups Vernon Kim Minjung                 | Woozi Master Key Lissie                   | 2:30    |  |
| 15.               | "Love Letter" (사랑쪽지; sarangjjokji)                      | Woozi S.Coups Vernon Wonwoo Mingyu               | Woozi Won Youngheon Dong Nehyung          | 2:58    |  |
| Duração total:    | Duração total:                                              | Duração total:                                   | Duração total:                            | 49:38   |  |